# Bothwid Gladhem
Bothwid Gladhem, född den 18 oktober 1650 i Östra Husby, Östergötland, Linköpings stift, gift den 4 juli 1689 med Helena Röding (†1711), död den 12 maj 1712; kyrkoherde i Vreta klosters pastorat, kontraktsprost.

## Genealogi

### Föräldrar
- Sverker Ingesson, bonde i Glädingstad
- Gertrud Jonsdotter

### Barn
- Johan Gladhem (döpt 1690, begr. 1749), rådman i Norrköping.
- Samuel Gladhem (döpt 1693, †1710).
- Christina Gladhem (1704-1741), gift den 21 november 1721 med Johan Thun (1684–1738), lektor i grekiska och matematik vid Linköpings gymnasium, kyrkoherde i Slaka.

## Biografi
Efter studier i Linköping inskrevs Gladhem som student vid Uppsala universitet 1672. Han studerade vid "främmande Academier" i Tyskland och Nederländerna 1681. Gladhem blev konrektor i Linköping 1683 och rektor 1686.
Han prästvigdes den 29 augusti 1686, blir physices och logices lektor 1690 samt eloquentiæ och poëseos lector 1692, kyrkoherde i Vreta klosters pastorat från 1696, kontraktsprost i Gullbergs kontrakt likaledes från 1696 och i Bobergs kontrakt från 1702, dessutom præses vid prästmötet 1698. Avlider 12 maj 1712, begravd i Linköpings domkyrka av stiftets biskop. 
Till kyrkan är efter Bothwid och Helena Gladhem skänkta ett par ljusstakar av silver i form av vridna pelare, täckta med rikt blomverk, fåglar och frukter, allt i drivet arbete.